# Humbeek

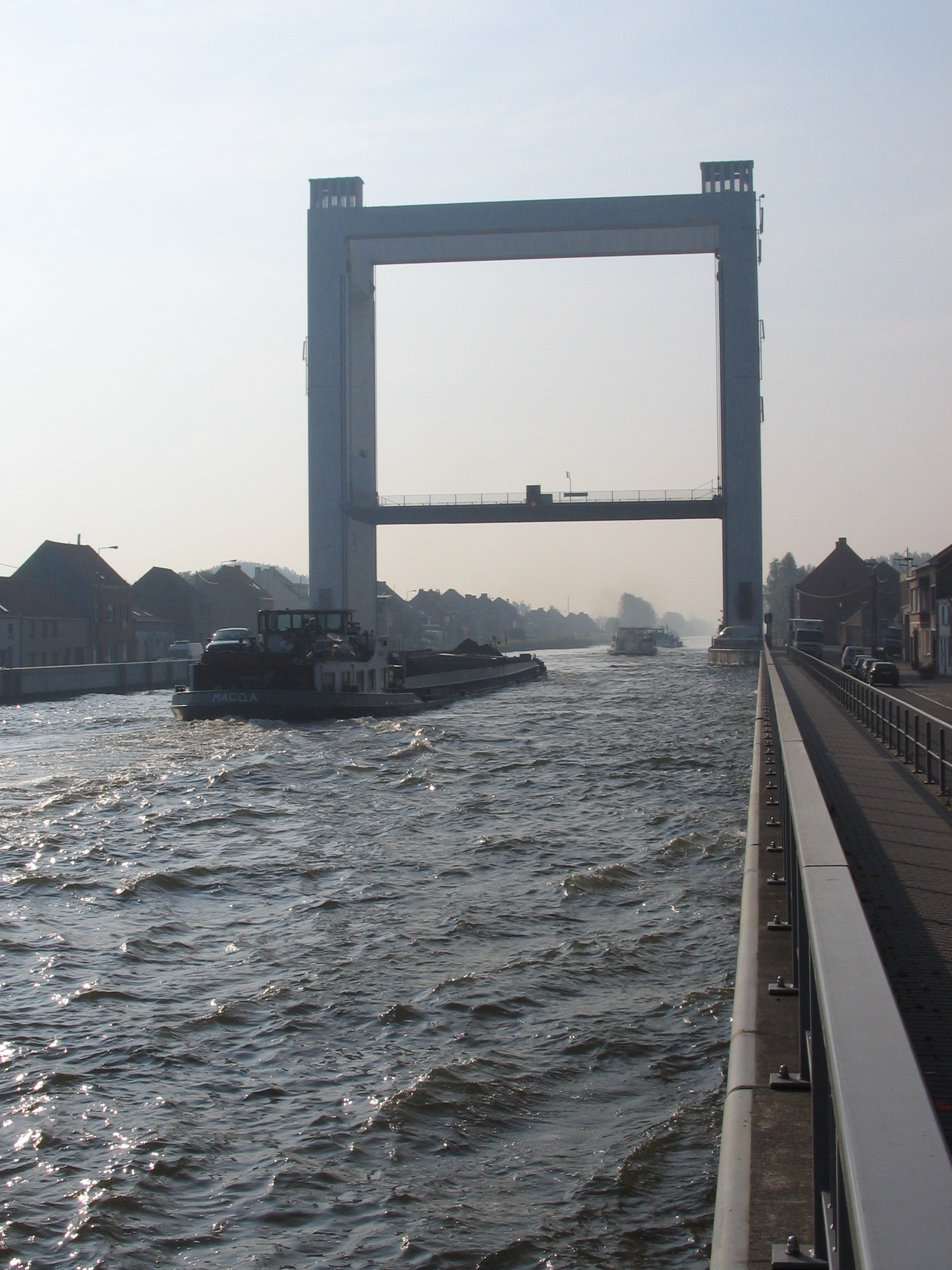
De Humbeekbrug

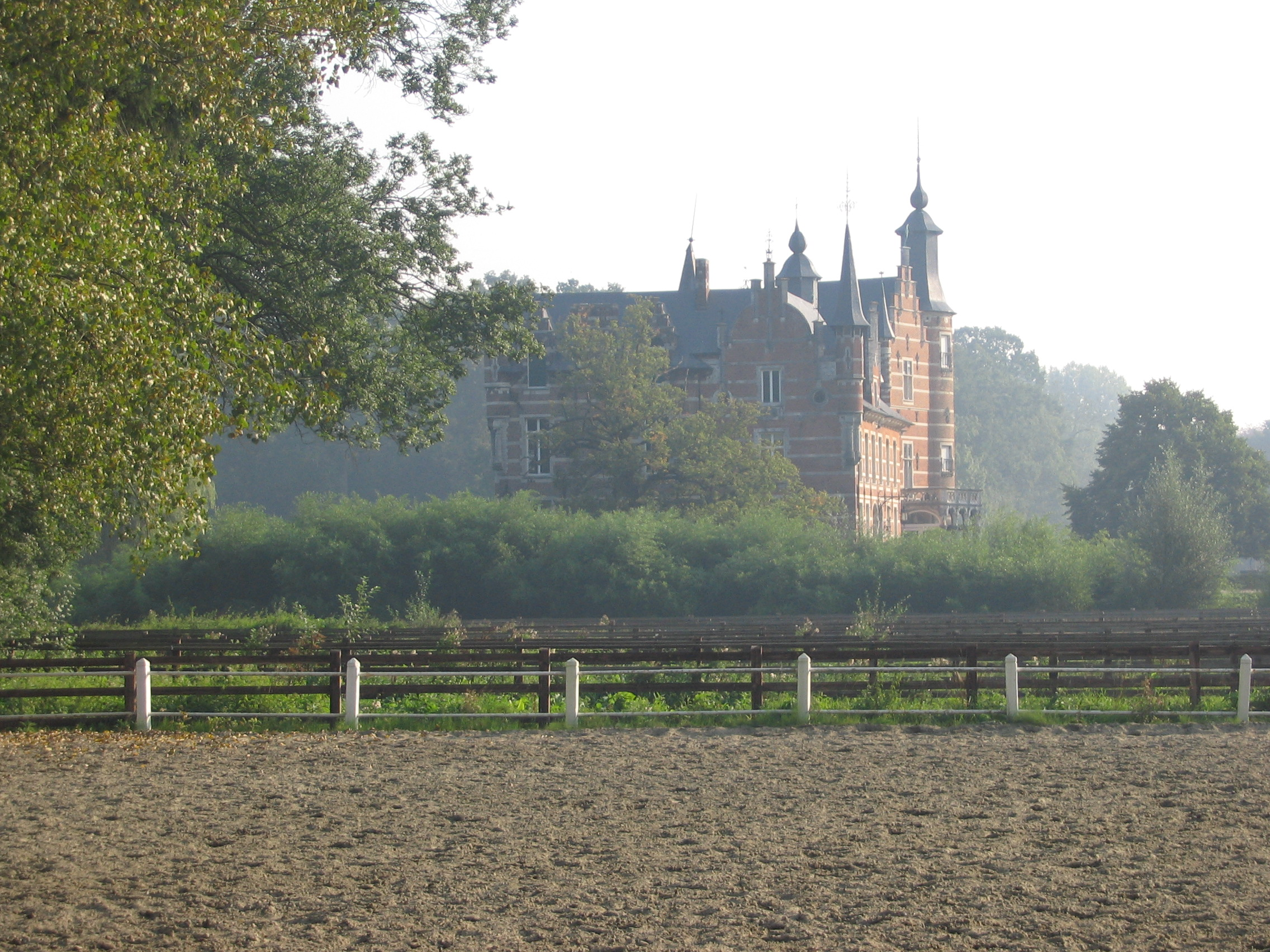
's Gravenkasteel

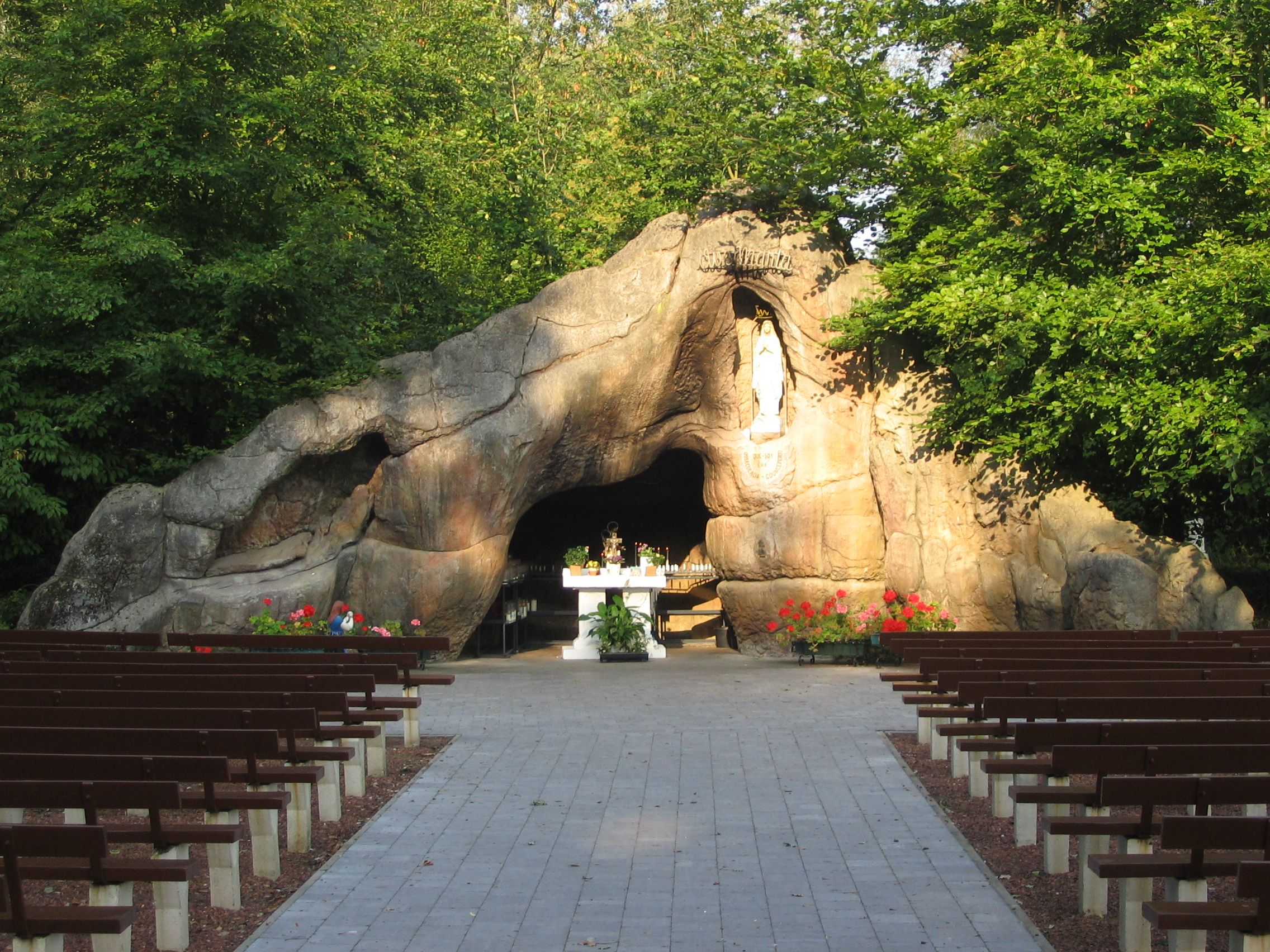
De Lourdesgrot

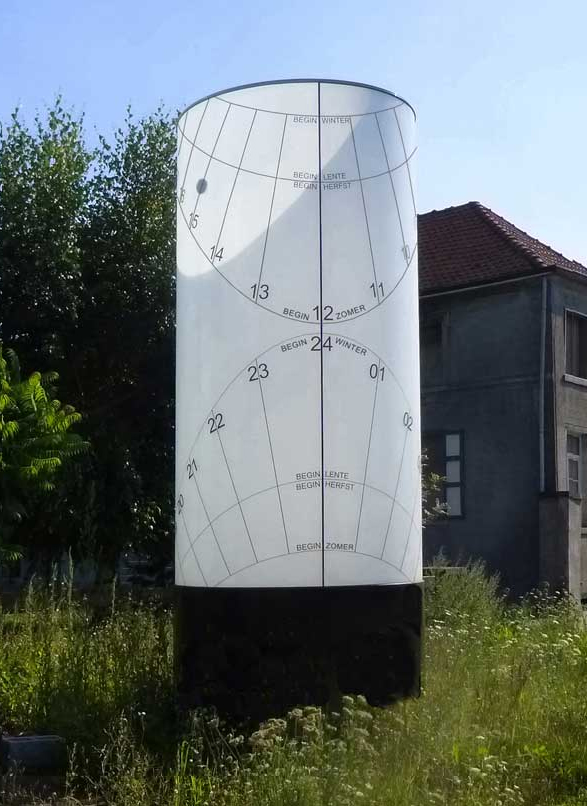
Cilindrische zonnewijzer in opaal glas

Humbeek (dialect: Hummek of Ummek) is een dorp in de Belgische provincie Vlaams-Brabant en een deelgemeente van Grimbergen. De patroonheilige van Humbeek is Sint-Rumoldus.

## Geschiedenis
De oudste vermelding van Humbeek gaat terug tot 980. Humbeek was in de 10e eeuw een domein van bisschop Notger van Luik, die er het kapittel van Mechelen mee begiftigde. In 1268 noemde Gillis Berthout zich heer van Humbeek. In 1313 verkocht Florent Berthout zijn leengoed Humbeek aan Daniël van Boechout. Tot 1606 regeerden de Boechouts erover. Van 1644 tot 1763 hield het Normandische geslacht Lecocq de macht in handen. In deze periode werd Humbeek tot graafschap verheven.
Op de Ferrariskaart uit de jaren 1770 staat het dorp vermeld als Ophumbeeck. De sluis op het kanaal Brussel-Schelde ten noordoosten van het dorp is aangeduid als Pont d'opHumbeek. Vanaf de 19e eeuw is er kortweg sprake van Humbeke of Humbeeck.
Op het eind van het ancien régime werd Humbeek een gemeente. 

### 19e eeuw
In het begin van de 19e eeuw kwam de familie Le Candele in het bezit van het Kasteel van Humbeek en in 1830 de familie Lunden. In 1839 werden de gehuchten Berg (Zemst) en Heienbeek (Grimbergen) bij de parochie gevoegd.
In de 19de eeuw werden langs de hoofdweg in Humbeek (Achterstraat en Kerkstraat) enkele voorname, meestal neoclassicistische burger- en herenhuizen opgetrokken: het gemeentehuis met een woning voor de hoofdonderwijzer uit de jaren 1820; 'Le Vieux Logis' van 1847 (Achterstraat 2); Villa De Donder van 1849; de villa van dokter Callebaut van circa 1887 (Kerkstraat 55), in 1957 ingericht als gemeentehuis, rond 1900 aan de straatzijde uitgebreid met een prachtige, intussen verdwenen Victoriaanse serre met neogotische inslag.

### 20e eeuw
De buurt rond het kanaal heet in de volksmond nog steeds "Het Sas" verwijzend naar de sluis die er tot de modernisering van het kanaal in 1922 lag. Door de vernieling van de kanaalbrug tijdens de Tweede Wereldoorlog was de wijk aan de rechteroever van het kanaal, bijgenaamd "Muskepie", zowat 20 jaar enkel via een veerpont te bereiken vanuit het centrum. Pas in 1968 werd de nieuwe brug geopend.
Gedurende lange tijd lag er in de buurt van Humbeek langs het kanaal een kolenstort. Tijdens de Tweede Wereldoorlog startten de Humbekenaren met het zoeken naar goede restjes kolen op dit stort. Ze werden zogenaamde kooltjeszifters. Tot een heel eind na de Tweede Wereldoorlog kwamen Brusselaars in Humbeek deze kolen kopen.
Dankzij de directe tramlijn "H", eerst stoom, daarna elektrisch, met terminus bij het kanaal, was Humbeek in de eerste helft van de vorige eeuw bij de Brusselaars een populaire bestemming voor een dagje uit. Tijdens de Tweede Wereldoorlog vooral om de karige rantsoenen aan te vullen door "zwart" aankopen bij de lokale boeren. De tram werd op 31 oktober 1961 vervangen door de bus, maar het oude station en het tramdepot zijn nog steeds aanwezig. Het stationsgebouw is omstreeks 2010 gerenoveerd als privéwoning.
In het kader van de grootschalige fusies van Belgische gemeenten werd Humbeek opgeheven en op 1 januari 1977 als deelgemeente toegevoegd aan de nieuw opgerichte fusiegemeente Grimbergen.
In origine een landbouwdorp, heeft het de laatste decennia door de verkavelwoede rond de grootstad Brussel, ook duidelijk een residentieel karakter gekregen. Het landelijk karakter blijft niettemin behoorlijk bewaard, mede door het bijna honderd hectare grote 's Gravenbos.

### 21e eeuw
Eind juli 2013 vond er in het dorp een gezinsdrama plaats dat het leven kostte aan drie personen. Op 17 januari 2019 vond er een ernstige aanvaring plaats tussen een vrachtschip en het brugdek, nadat de brugsensor het schip niet had opgemerkt. Het brugdek moest weggehaald worden voor herstelling, waardoor verkeer tussen de twee dorpshelften enkel via een veerpont mogelijk was. Op 14 juni 2019 werd de herstelde brug in gebruik genomen. Van 6 juni tot 5 september 2021 was de brug opnieuw volledig afgesloten voor wegverkeer wegens vernieuwing van de elektromechanica. Op 29 juni 2023 was er opnieuw een aanvaring door een met zand geladen vrachtschip, daarbij werd het aan kabels opgehangen brugdek terug zwaar beschadigd. Ook technische installaties op de oever werden door de klap vernield. De brug zal voor langere tijd buiten gebruik zijn.

## Geografie
De deelgemeente is 7,96 km² groot, telt 4.849 inwoners (609 per km²), en is gelegen langsheen het Zeekanaal Brussel-Schelde, dat het dorp in twee verdeelt. Ten oosten van het kanaal ontspringt de Aabeek.

## Bezienswaardigheden
De belangrijkste bezienswaardigheden zijn:
- Sint-Rumolduskerk (heropgebouwd in 1930 in neogotische stijl, koor en kruisbeuk van de vroegere gotische kerk, laatgotische toren van 1646). De patroonheilige van het dorp is Sint-Rumoldus.
- kastelen en herenhuizen met hun park of tuin
  - 's Gravenkasteel (privébezit, niet toegankelijk) met het 's Gravenbos (privédomein, beperkt toegankelijk via wandelpad)
  - Kasteel de Eiken (18e eeuw, in de 19e eeuw verhoogd en vergroot) met aanhorigheden
  - Kasteel ter Wilder (circa 1775) met kasteelpark
  - Villa De Donder (1849) met tuin
- Steeneikkapel
- Lourdesgrot met kruisweg: kopie van de grot in Lourdes, ingewijd in 1954 en gebouwd onder impuls van de kajottersbeweging
- Zonnewijzer op een cilindrische zuil van opaalglas van 3,60 meter hoog op een metalen onderstel van 0,70 m hoog. De diameter van de cilinder is 1,80 meter. Midden in het bovenvlak van helder glas bevindt zich – onzichtbaar voor de toeschouwer - een bol van 10 cm diameter. De schaduw van die bol valt op de binnenkant van de cilinder en is doorheen het opaal glas aan de buitenkant te zien. Daar geeft de schaduw een aanduiding van het uur en van de datum. Het uur- en datumlijnenpatroon in de onderste helft van de cilinder is er voor ‘s nachts, als een laserstraal de functie van de zon overneemt.[1]

## Natuur, landschap en milieu
Humbeek ligt op het Brabants leemplateau. De hoogte bedraagt ongeveer 20 meter en het landschap is zacht glooiend. Humbeek ligt aan het Kanaal van Willebroek.
Natuurgebieden in de omgeving zijn:
- 's Gravenbos
- Kerkebosje
- Kattemeuterbos
- Bos van Aa

In het noorden van Humbeek is er een akoestisch onderzocht potentieel stiltegebied (Gravenbos/Laar en omgeving). Dat gebied beslaat een groot deel van het 's Gravenbos, het Bos van Aa, het Kollintenbos, het Natura 2000-gebied Kesterbeek-Lareveld, het Dalemansbos en de dorpen Zemst-Laar en Zemst-Bos.

## Demografische ontwikkeling
- Bronnen:NIS, Opm:1831 tot en met 1970=volkstellingen

Volgens Statbel telt Humbeek 4.849 inwoners (stand 2024) opgedeeld in de volgende vijf statistische wijken: 
- Centrum (23025D000): 2.238 inw. - 2.500 inw/km²
- Over de vaart (23025D01-): 699 inw. - 1.445 inw/km²
- Verspreide bebouwing - Noord (23025D082): 1.025 inw. - 244 inw/km²
- Verspreide bebouwing - Zuid (23025D091): 813 inw. - 351 inw/km²
- Koppendries (23025D11-) : 52 inw. - 784 inw/km²
- Bronnen:Stabel, inwoneraantallen per statistische wijk op 1 jan. 2024

Van 1970 tot 2020 (50 jaar) nam het aantal inwoners toe met 57% (ter vergelijking voor België was dit 19%), dit is evenveel als tijdens de periode 1831-1970 (139 jaar).

## Cultuur

### Bijnaam
De bijnaam van de Humbekenaren is "De Brassers".

### Muziek
- Humbeek telt twee grote muziekmaatschappijen met samen meer dan 350 leden: de Koninklijke Harmonie Sint-Cecilia en de Koninklijke Fanfare Rumolduszonen. Jaarlijks worden in februari en maart de grote concerten van KHSC en KFR georganiseerd.

### Uitgaan
- In Humbeek bevindt zich Jeugdhuis Bloem, het grootste jeugdhuis van Grimbergen en omstreken. Het organiseert onder meer jaarlijks tijdens het eerste weekend van juli "Bloem-Inn" op de saskermis en de laatste zaterdag van oktober het evenement "Bloem The Legend" waar nationale en internationale dj's komen performen.

### Jaarlijkse evenementen
- Kanaalfeesten en "Sas" Kermis: eerste weekend van juli
- Driekoningenmarkt met vuurwerk aan de brug in het eerste weekend van januari
- Dorpsfeesten in Humbeek Dorp, in het laatste weekend van mei
- In mei het Chirorestaurant van de Chirojongens van Humbeek
- In het laatste weekend van augustus de Palmfuif op het lokale voetbalveld, met ongeveer 5000 bezoekers. De Palmfuif met Belgische en lokale groepen en DJ's wordt georganiseerd door de Chirojongens Apollo8 en Chiromeisjes Sjaloom.
- Sinds 2017 wordt in september het techno-festival Voodoo Village georganiseerd op het domein van ‘s Gravenkasteel. Tevoren was dat twee jaar in Schepdaal. De editie van 2021 was de zesde, want 2020 ging niet door vanwege de coronacrisis in België.

## Economie
In Humbeek is de hoofdzetel gevestigd van de elektroketen Krëfel, die met 74 vestigingen in België marktleider is met een omzet (2010) van 375 miljoen euro. In 2010, toen een nieuw logistiek centrum geopend werd, werkten er op de site van Humbeek 378 mensen.

## Sport
- Voetbalclub KFC Borght-Humbeek is een van de oudere clubs van het land. De club speelde in haar bestaan dertien seizoenen in de nationale reeksen.
- De Humbeekse schaakclub is bekend in de Belgische schaakwereld. Al zeven jaar speelt het eerste team in de tweede nationale afdeling.[(sinds) wanneer?]
- Aan het Gravenbos lag tot 2020 Stoeterij Gravenbos,[7] een manege waar regelmatig springconcoursen georganiseerd werden.

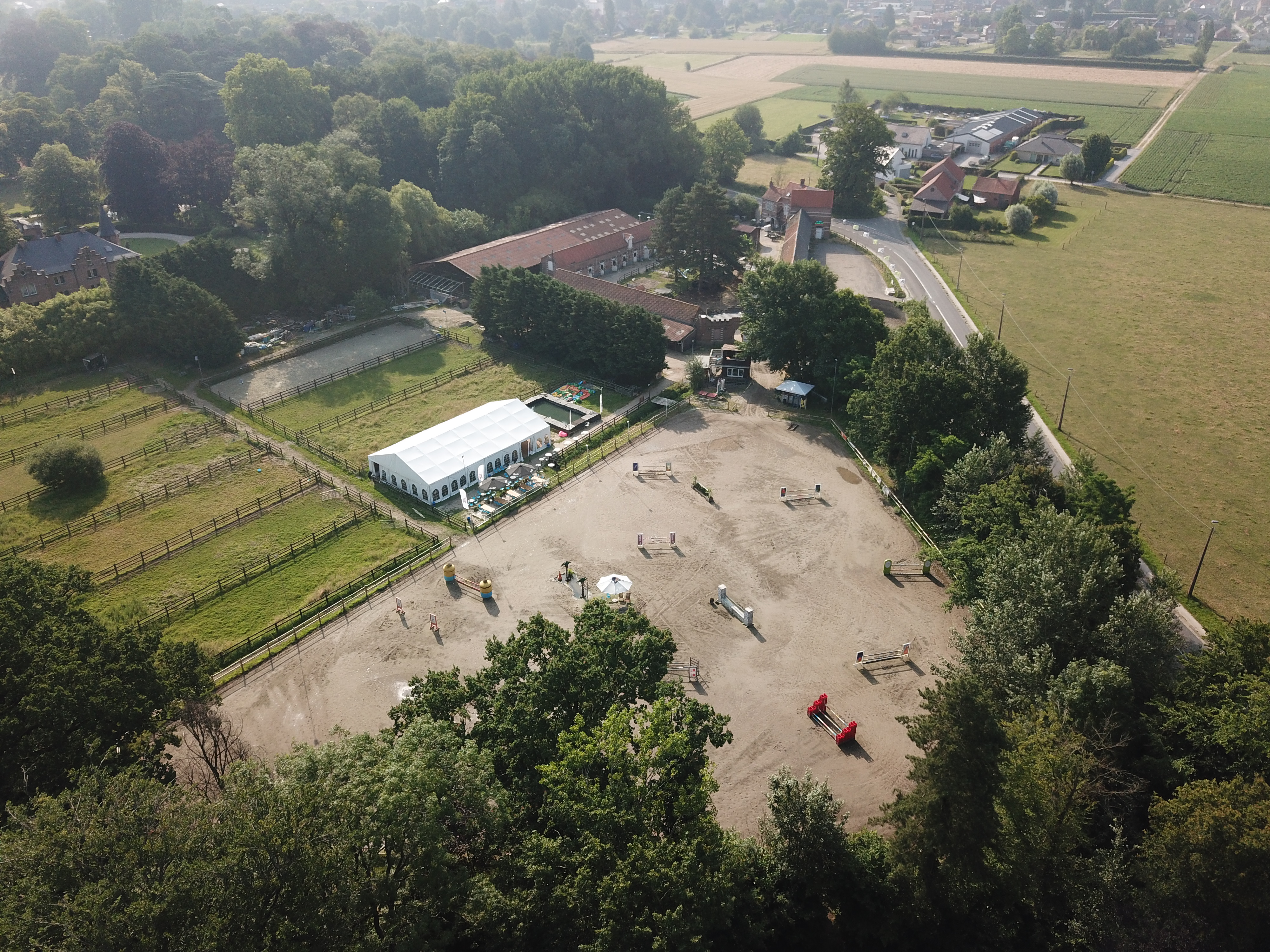
Stoeterij Gravenbos in 2019

## Wapenschild

Wapenschild van Humbeek

Pas in 1956 koos de gemeente een wapenschild. In Humbeek had men de keuze tussen veel families die de heerlijkheid bestuurd hadden en de keuze viel op het wapen van de familie Lecocq: "Van Zilver met een stappende haan van sabel, gebekt, gebaard, gekamd en gepoot van keel, het schild getopt met een kroon met vijftien parels, waaronder drie verheven."

## Burgemeesters
- 1808–1831: Petrus Verbruggen
- 1831–1854: Joannes De Groef
- 1854–1880: Louis baron le Candèle
- 1880–1893: Victor graaf van der Stegen de Putte
- 1893–1904: Léopold baron Lunden
- 1904–1921: Loduvicus Van Hemelrijck
- 1921–1946: Lodewijk Horckmans
- 1946–1947: Alexander Horckmans
- 1947–1958: Achiel Mees
- 1959–1976: Jan Willems

In 1977 werd Humbeek een deelgemeente van Grimbergen.

## Geboren in Humbeek
- Willem Lepage (1688–1765) priester, universiteitsprofessor wiskunde, rector universiteit Leuven[9]
- August Maes (1868–1945), componist, dirigent en kornettist
- Lode Maes (1899–na 1933), componist, muziekpedagoog, fagottist, organist en pianist
- Léon Maes (1900–1965), componist, dirigent en pianist
- Paul De Valck alias Brasser (1937–2001), cartoonist
- Lode Janssens (1941), architect
- Tessy Moerenhout (1952–2011), actrice
- Hugo Broos (1952), ex-voetballer en voetbaltrainer

## Bekende inwoners
- Baron René Lunden (1902–1942), mijningenieur, oorlogsvrijwilliger en bobsleekampioen
- Constant De Donder (1920-2009), arts en kunstschilder
- Hugo Broos (1952), voetballer
- Frans Van der Aa (1955), Vlaams acteur
- Birgit Van Mol (1968), Vlaamse presentatrice en nieuwslezeres

## Nabijgelegen kernen
Sint-Brixius-Rode, Beigem, Vilvoorde, Zemst-Laar, Nieuwenrode